# 大陆银行青岛分行
36°04′02.6″N 120°18′47″E / 36.067389°N 120.31306°E
大陆银行青岛分行旧址位于中国山东省青岛市市南区中山路70号、中山路肥城路路口西南角，建于1934年，建筑师罗邦杰设计，现为山东省文物保护单位青岛中山路近代建筑的一部分。

## 历史
1923年10月1日，大陆银行青岛支行在天津路开业，隶属山东分行，1925年6月16日对外改称办事处，1927年5月9日停业，1928年10月又以支行名义复业，行址先在即墨路，后迁至河南路。1931年4月改为分行，管辖济南支行。该行除经营一般商业银行业务外，还设储蓄部、货栈部，承办保管箱出租业务。
1932年，青岛市政府将中山路第四公园的土地放租给6家中资银行及青岛银行公会用于建设新楼，大陆银行于1934年在地块东北角的中山路肥城路路口新建大楼，时任大陆银行建筑师罗邦杰设计，新慎记营造厂承建，1932年12月设计，1934年9月13日竣工，9月25日迁入新楼。1949年青岛解放后继续营业，1952年12月并入公私合营银行青岛分行。
此后，该建筑改为山东省食品进出口公司（曾为中国粮油食品进出口公司山东省食品分公司，后改制为山孚集团）所在地。1990年代以后，该楼逐渐改为用于出租的商铺，一楼为麦当劳餐厅至今，二楼曾为山孚集团下属的某餐馆（现闲置）。2000年，该建筑列入第一批青岛市历史优秀建筑名单。2006年12月7日，该建筑成为山东省文物保护单位青岛中山路近代建筑的一部分。2021年9月至2022年1月，包括该建筑在内的该地块所有旧银行建筑经历外立面修缮，包括外墙清洗、外墙面材质修复、门窗更换等。

## 建筑特色
大陆银行青岛分行旧址占地面积733.33平方米，建筑面积1582.72平方米，钢筋混凝土结构，平面呈“L”形，地上4层，地下1层，平屋顶。建筑采用轴线非对称布局，以街角处为轴心沿街展开两翼，肥城路一翼顺地势跌落，尽端建有三层附楼。外墙为花岗岩方石砌基贴面，二层窗台腰线将立面分为上下两部分，两翼上部为水平构图，两扇一组的竖窗与实墙间隔，一层为宽大窗扇，形成上下对比。位于街角处的主入口朝向东北，外侧为宽大墙框，上部与腰线相交，中央设装饰方石连接上下两部分。街角主入口上方以嵌套方式将凹凸有致的墙面进行组合，在檐口处形成层叠上升的山墙，山墙中央以简单装饰构件收尾，并设旗杆，强化中轴线。
主体建筑内部一层为装修考究的营业大厅、会客室及办公室，楼上为办公室、职员宿舍，西翼附楼为用于出租的独立商户，设营业厅、办公室、宿舍。楼内房间高大明亮，铺地板、木制护墙板。其地下室内的金库设施为德国西门子公司制造，设有大型反射镜、半自动机械门等。
该楼整体采用当时流行的装饰风艺术，整体构图清晰，变化丰富，整洁典雅，装饰元素使用较少。